# All Night
All Night – amerykański serial telewizyjny (komedia młodzieżowa) wyprodukowany przez AwesomenessTV, którego twórcą jest Jason Ubaldi. Serial jest emitowany od 11 maja 2018 roku za pośrednictwem platformy internetowej Hulu, natomiast w Polsce dzień później przez HBO GO.
Serial opowiada o grupie nastolatków, którzy szukają szczęścia na balu maturalnym.

## Obsada

### Główna
- Chris Avila jako Stymie[2]
- Brec Bassinger jako Veronica "Roni" Sweetzer[2]
- Chanel Celaya jako Stefania[2]
- Ty Doran jako Bryce[2]
- Teala Dunn jako Alexis[2]
- Caleb Ray Gallegos jako Jonas[2]
- Allie Grant jako Melinda Weems[2]
- Eva Gutowski jako Lyssee[2]
- Tetona Jackson jako Cassie Fulner[2]
- Tom Maden jako Nino Clemente[2]
- Jenn McAllister jakoDeanna Hoffman[2]
- Austin North jako Oz[2]
- Tequan Richmond jako Christian Fulner[2]
- Chester Rushing jako Cody[2]
- Jake Short jako Fig[2]

### Role drugoplanowe
- Kate Flannery jako Principal Saperstein[2]
- Chance Sutton jako Drunk Bernie[2]
- Dawan Owens jako trener Lewis[2]
- Gus Kamp jako Gerald Gene Bottom Jr.[2]
- Noureen DeWulf jako pani Lewis[2]
- Miles McKenna jako Justin
- Alex Peavey jako Seb

## Odcinki
| Sezon | Odcinki | Oryginalna emisja w Hulu | Oryginalna emisja w Hulu | Oryginalna emisja w HBO GO | Oryginalna emisja w HBO GO | Oryginalna emisja w HBO GO |
| Sezon | Odcinki | Premiera sezonu          | Finał sezonu             | Premiera sezonu            | Finał sezonu               |                            |
| ----- | ------- | ------------------------ | ------------------------ | -------------------------- | -------------------------- | -------------------------- |
| 1     | 10      | 11 maja 2018             | 11 maja 2018             | 12 maja 2018               | 12 maja 2018               |                            |

### Sezon 1 (2016)
| #  | Tytuł              | Reżyseria      | Scenariusz          | Premiera w Hulu | Premiera w HBO GO |
| -- | ------------------ | -------------- | ------------------- | --------------- | ----------------- |
| 1  | Pilot              | Brian Dannelly | Jason Ubaldi        | 11 maja 2018    | 12 maja 2018      |
| 2  | Future Predictions | Brian Dannelly | Jason Ubaldi        | 11 maja 2018    | 12 maja 2018      |
| 3  | Karaoke            | Nancy Hower    | Ali Schouten        | 11 maja 2018    | 12 maja 2018      |
| 4  | Midnight Madness   | Nancy Hower    | Mackenzie Yeager    | 11 maja 2018    | 12 maja 2018      |
| 5  | Jello Wrestling    | Brian Dannelly | R. Lee Fleming, Jr. | 11 maja 2018    | 12 maja 2018      |
| 6  | Sink or Swim       | Brian Dannelly | Jason Ubaldi        | 11 maja 2018    | 12 maja 2018      |
| 7  | Safe Sex           | Ryan Shiraki   | Ali Schouten        | 11 maja 2018    | 12 maja 2018      |
| 8  | Tarot Cards        | Ryan Shiraki   | Mackenzie Yeager    | 11 maja 2018    | 12 maja 2018      |
| 9  | The Darkness       | Brian Dannelly | R. Lee Fleming, Jr. | 11 maja 2018    | 12 maja 2018      |
| 10 | Finale             | Brian Dannelly | Jason Ubaldi        | 11 maja 2018    | 12 maja 2018      |

## Produkcja
24 sierpnia 2017 roku, platforma Hulu ogłosiła zamówienie pierwszego sezon serialu, w którym zagrają: Chris Avila, Brec Bassinger, Chanel Celaya, Ty Doran, Teala Dunn, Allie Grant, Caleb Ray, Eva Gutowski, Tetona Jackson, Gus Kamp, Tom Maden, Jenn McAllister, Deanna, Austin North, Tequan Richmond, Chester Rushing, Jake Short, Chance Sutton as, Noureen DeWulf, Kate Flannery i Dawan Owens
.